# Jana Pavlik
Jana Pavlik (* 2. Mai 1947 in Prag) ist eine deutsche Politikerin und ehemalige Landtagsabgeordnete (FDP).

## Leben und Beruf
Nach dem Abitur 1966 studierte Pavlik von 1966 bis 1969 Medizin an der Karls-Universität in Prag. 1971 siedelte sie nach Deutschland über. Von 1973 bis 1977 studierte sie Medizin an der Universität Düsseldorf und promovierte 1977. Die Facharztprüfung für innere Medizin legte sie 1984 ab. Von 1977 bis 1985 arbeitete sie als Ärztin in einem Krankenhaus in Neuss. Ab April 1985 führte sie eine eigene internistische Praxis in Neuss. Im Wahljahr 2009 kandidierte sie als Bürgermeisterkandidatin ihrer Partei bei der Kommunalwahl in Neuss. Von 2009 bis 2014 amtierte sie als 3. stellvertretende Bürgermeisterin der Stadt Neuss. 
Der FDP gehört sie seit 1999 an.

## Abgeordnete
Vom 2. Juni 2000 bis 2. Juni 2005 war Pavlik Mitglied des Landtags des Landes Nordrhein-Westfalen.
Vom 26. September 2004 an ist sie Kreistagsabgeordnete (KTA) im Rhein-Kreis Neuss. Seit 2004 setzt sie sich als Kreistagsabgeordnete der FDP im Rhein-Kreis Neuss ehrenamtlich für die Menschen in ihrer Umgebung ein und gehört zudem seit 2009 als Stadtverordnete dem Rat der Stadt Neuss an. 

## Ehrungen
2008 wurde sie mit dem Bundesverdienstkreuz (Verdienstmedaille) ausgezeichnet.